# しし座カイ星
しし座χ星（ししざカイせい、χ Leonis、χ Leo）は、しし座にある重星である。見かけの等級は4.62と、肉眼でもみえる明るさである。年周視差に基づいて計算した太陽からの距離は、約94光年である。

## 特徴
| 太陽 | しし座χ星 |
| ---- | --------- |
| 太陽 | Exoplanet |

しし座χ星は、F型の巨星ないし準巨星とされ、スペクトル型はF2 III-IVvarと分類されている。最初は普通のF型星とみなされていたが、後に特異なスペクトルを持つことが報告された。しし座χ星のスペクトルは、金属線の強度比に特異性があり、ストロンチウム過剰などがみられ、全体の輪郭はF5 III型に近いものの、個々の吸収線成分はそうなっていない。半径は太陽の2倍程度で、表面の有効温度は7000 K前後、光度は太陽の10倍くらいと推定される。しし座χ星は、エルンスト・ツィナーによって変光している可能性が指摘されたが、実際に明るさの変化は確認されておらず、変光星候補にとどまる。
しし座χ星は重星であり、重星カタログではしし座χ星Aからしし座χ星Dまで4つの恒星が収録される。このうち、カイパーが1934年に発見したしし座χ星Bは、F型巨星（しし座χ星A）の西、離角5秒のところに位置する11等星で、この2星は真の連星である可能性が高いとみられる。

## 名称
中国ではしし座χ星は、日月星を観象する官職あるいはその役所を表す靈台（拼音: Líng Tái）という星官を、しし座59番星、しし座58番星とともに形成する。しし座χ星自身は、靈台一（拼音: Líng Tái yī）すなわち霊台の1番星といわれる。